# Stephen Root
Stephen Root (sinh ngày 17 tháng 11 năm 1951) là một nam diễn viên người Mỹ.
Ông đã đóng vai Jimmy James trong bộ phim truyền hình NewsRadio, vai Milton Waddam trong bộ phim Office Space (1999), và lồng tiếng cho Bill Dauterive và Buck Strickland trong loạt phim hoạt hình King of the Hill. Các vai diễn khác của ông đã bao gồm Thuyền trưởng K'Vada trong Star Trek: Thế hệ tiếp theo của tập hai phần "Unification" (1991), Mr. Lund in O Brother, Where Art Thou? (2000), Gordon Pibb in DodgeBall (2004), Jim Hudson in Get Out (2017), và vào vai phụ trong một các loạt phim HBO.

## Danh sách phim

### Điện ảnh
| Năm  | Tên                                   | Vai                     | Ghi chú |
| ---- | ------------------------------------- | ----------------------- | ------- |
| 1988 | Crocodile Dundee II                   |                         |         |
| 1988 | Monkey Shines                         | Dean Burbage            |         |
| 1989 | Black Rain                            | Berg                    |         |
| 1990 | Stanley & Iris                        | Mr. Hershey             |         |
| 1990 | Ghost                                 | Police Sgt.             |         |
| 1991 | Guilty by Suspicion                   | RKO Guard               |         |
| 1991 | V.I. Warshawski                       | Mickey                  |         |
| 1991 | Bed & Breakfast                       | Randolph                |         |
| 1992 | Buffy the Vampire Slayer              | Gary Murray             |         |
| 1993 | Dave                                  | Don Durenberger         |         |
| 1993 | RoboCop 3                             | Coontz                  |         |
| 1993 | Extreme Justice                       | Max Alvarez             |         |
| 1995 | Bye Bye Love                          | Awakened Neighbor       |         |
| 1995 | Night of the Scarecrow                | Uncle Frank/The Sheriff |         |
| 1998 | Krippendorf's Tribe                   | Gerald Adams            |         |
| 1999 | Gut Feeling                           | Kane Cohen              |         |
| 1999 | Office Space                          | Milton Waddams          |         |
| 1999 | Natural Selection                     | Mr. Crenshaw            |         |
| 1999 | Bicentennial Man                      |                         |         |
| 2000 | O Brother, Where Art Thou?            | Radio Station Man       |         |
| 2000 | Tripping the Rift                     |                         |         |
| 2002 | Ice Age                               |                         |         |
| 2002 | The Country Bears                     |                         |         |
| 2002 | White Oleander                        | Michael                 |         |
| 2003 | Finding Nemo                          |                         |         |
| 2003 | Grind                                 | Cameron                 |         |
| 2004 | Raising Genius                        | Dwight Nestor           |         |
| 2004 | The Ladykillers                       | Fernand Gudge           |         |
| 2004 | Jersey Girl                           | Greenie                 |         |
| 2004 | DodgeBall: A True Underdog Story      | Gordon                  |         |
| 2004 | Surviving Christmas                   | Dr. Freeman             |         |
| 2004 | Wake Up, Ron Burgundy: The Lost Movie | Vince Masters           |         |
| 2005 | Just Friends                          |                         |         |
| 2006 | Ice Age: The Meltdown                 |                         |         |
| 2006 | Gretchen                              | Herb                    |         |
| 2006 | Idiocracy                             |                         |         |
| 2006 | The Frank Anderson                    | John Simon              |         |
| 2006 | The Fox and the Hound 2               |                         |         |
| 2007 | Cook-Off!                             | Morty Van Rookle        |         |
| 2007 | No Country for Old Men                | Man who hires Wells     |         |
| 2007 | Have Dreams, Will Travel              | Sheriff Brock           |         |
| 2007 | Finding Nemo Submarine Voyage         |                         |         |
| 2007 | Sunny & Share Love You                | Clive Anderson          |         |
| 2008 | Mad Money                             | Glover                  |         |
| 2008 | Over Her Dead Body                    | Sculptor                |         |
| 2008 | Drillbit Taylor                       | Principal Doppler       |         |
| 2008 | Leatherheads                          | Suds                    |         |
| 2008 | Tripping the Rift: The Movie          |                         |         |
| 2009 | Glock                                 | Remington               |         |
| 2009 | Bob Funk                              | Steve                   |         |
| 2009 | The Soloist                           | Curt Reynolds           |         |
| 2009 | Dr. Dolittle: Million Dollar Mutts    |                         |         |
| 2009 | Imagine That                          | Fred Franklin           |         |
| 2009 | The Men Who Stare at Goats            | Gus Lacey               |         |
| 2010 | Son of Mourning                       | Senator Lewis           |         |
| 2010 | Unthinkable                           | Charlie                 |         |
| 2010 | The Conspirator                       | Witness                 |         |
| 2010 | Everything Must Go                    | Elliot                  |         |
| 2010 | Scooby-Doo! Camp Scare                |                         |         |
| 2011 | Cedar Rapids                          | Bill Korgstad           |         |
| 2011 | Rango                                 |                         |         |
| 2011 | Red State                             | Sheriff Wynan           |         |
| 2011 | J. Edgar                              | Arthur Koehler          |         |
| 2011 | Tom and Jerry and the Wizard of Oz    |                         |         |
| 2012 | Big Miracle                           | Gov. Haskell            |         |
| 2012 | The Company You Keep                  | Billy Cusimano          |         |
| 2013 | Sweet Vengeance                       | Kingfisher              |         |
| 2013 | I Know That Voice                     |                         |         |
| 2013 | Bad Milo!                             | Roger                   |         |
| 2013 | Superman: Unbound                     |                         |         |
| 2013 | The Lone Ranger                       | Habberman               |         |
| 2014 | Selma                                 | Al Lingo                |         |
| 2014 | Lennon or McCartney                   | Himself                 |         |
| 2015 | Hello, My Name Is Doris               | Todd                    |         |
| 2015 | 7 Chinese Brothers                    | George                  |         |
| 2015 | Trumbo                                | Hymie King              |         |
| 2016 | Tom and Jerry: Back to Oz             |                         |         |
| 2016 | Finding Dory                          |                         |         |
| 2016 | Miles                                 | Ron Walton              |         |
| 2016 | Mike and Dave Need Wedding Dates      | Burt Stangle            |         |
| 2016 | Looking for the Jackalope             |                         |         |
| 2016 | Spectral                              | Dr. Mindala             |         |
| 2017 | Get Out                               | Jim Hudson              |         |
| 2017 | Infinity Baby                         | Fenton                  |         |
| 2017 | Three Christs                         | Dr. Rogers              |         |
| 2018 | Life of the Party                     | Mike                    |         |
| 2018 | On the Basis of Sex                   |                         |         |
| TBA  | Against All Enemies                   | Walt Breckman           |         |

### Truyền hình
- DuckTales 2017, J.W. Guidebook, Challenge of the Senior Junior Woodchucks